# Fânațe (Iclănzel), Mureș
Fânațe este un sat în comuna Iclănzel din județul Mureș, Transilvania, România.